# Kampel, Koper
Kampel este o localitate din comuna Koper, Slovenia, cu o populație de 565 de locuitori.